# Atakora
Atakora é um departamento do Benim. Sua capital é a cidade de Natitingou.

## Comunas
O departamento de Atakora está dividido em nove comunas:
|  | - Boukoumbé - Cobly - Kérou - Kouandé - Matéri - Natitingou - Pehonko - Tanguiéta - Toucountouna |

## Demografia
| 2002   | 2013   | Taxa de variação intercensitária |
| 549417 | 772262 | 3,06%                            |